# Roll Up (chanson)
Singles de Wiz Khalifa
Black and Yellow
(2010) On My Level
(2011)
Roll Up est une chanson de Wiz Khalifa sortie le 3 février 2011 comme le deuxième single de l'album Rolling Papers (2010). La chanson a été écrite et composée par Wiz Khalifa et Stargate et produite par ces derniers.